# Hilos de amor
Hilos de amor (Mariana & Scarlett) est une telenovela colombienne produite et diffusée entre le 4 octobre 2010 et le 18 février 2011 sur Caracol Televisión .
Elle est diffusée en Polynésie française sur TNTV, en France d'outre-mer sur ViàATV en 2018 puis à la Réunion sur Antenne Réunion en 2019 et en France Métropolitaine sur IDF1 depuis le 7 avril 2020.

## Synopsis
Mariana et Scarlett sont deux sœurs de la classe moyenne et considérées comme des "cachesudas" (signifiant une Colombienne à usage récent qui se définit en un personnage distingué et dont le style est très personnel).
Elles sont des combattantes et ont un grand désir d'exceller. Mais c'est là que finissent leurs similitudes. Tandis que Mariana García est sérieuse, douce, sereine et veut tout faire sur la bonne voie, Scarlett García est drôle, vilaine, agressive et préfère faire les choses rapidement. La première souhaite créer son propre atelier de confection et réaliser ses propres créations; la seconde, être un modèle reconnu internationalement.
Sur le chemin de leurs rêves, elles rencontreront Roberto White, propriétaire millionnaire d'une usine de textile, dont le mariage avec Beatriz Durán est brisé. Tout en obtenant son divorce, Roberto sortira avec les deux sœurs mais avec des identités différentes. Avec Scarlett, Roberto utilisera sa véritable identité, tandis que pour Mariana, il sera Bobby Casablanca, employé dans une agence de sécurité.
Quand Roberto se rend compte qu'il est tombé amoureux de Mariana, il rompt avec Scarlett, mais le bonheur ne durera pas longtemps, car Mariana découvrira bientôt la supercherie et rompra avec lui pour toujours. Scarlett, quant à elle, découvre que Roberto l'a laissée pour Mariana, ce qui a pour effet de nuire de façon irréversible à sa relation avec sa sœur. Toutes deux deviennent alors des rivales pour l'amour du même homme.

## Personnages principaux
| Acteur Actrice     | Personnage |
| Carolina Acevedo   | Mariana García : La sœur aînée de Scarlett, la petite amie de Fabricio, qui découvre qu'il est marié, s'engage alors à Bobby Casablanca sans savoir qu'il est Roberto White lorsqu'elle découvre qu'elle reste seule pendant un certain temps, il redevient alors Roberto. Elle s’engage dans une relation avec Juan Carlos "au point de se marier". À la fin, elle épouse Roberto White et tombe enceinte de lui. |
| Carolina Guerra    | Scarlett García : La plus jeune sœur de Mariana, son aspiration dans la vie est d'être un excellent modèle de stature internationale. Sa première relation amoureuse a été avec Fernando puis elle s'implique ensuite avec Roberto White en déclarant la guerre à Beatriz Durán. Elle est accusée d'être la maîtresse de Miguel Ángel en raison d'une confusion faite par Lina Durán, elle revient avec Fernando un moment et finit par retourner vers Roberto White et cette fois en déclarant la guerre à Mariana. À la fin, elle se réconcilie avec Mariana et se concentre sur elle et sa carrière. |
| Patrick Delmas     | Roberto White / Bobby Casablanca : L'époux de Beatriz Durán, entretient une double relation sentimentale avec deux sœurs : l’une, Scarlett, qui sait qu’il est un millionnaire prospère et l’autre, Mariana, qui ignore tout de sa vie quotidienne, de son mariage avec Beatriz Durán, il dépend d’un cercle vicieux qui brise Scarlett et finit par détruire inconsciemment Mariana. Il se sépare de Beatriz, revient avec Mariana, puis termine sa relation avec Mariana, retourne avec Scarlett pour finir finalement par renouer avec Mariana. |
| Bianca Arango      | Beatriz Durán : L'épouse de Roberto White, sœur aînée de Lina et propriétaire de sa propre entreprise, se défend à tout prix que son mariage n'est pas terminé, mais que les sœurs García détruisent. Sa sœur Lina Durán lui procure un amant en la personne de Miguel Ángel, elle tombe amoureuse de Miguel Ángel, mais malheureusement, elle souffre d'un cancer du foie, dont sa sœur profite pour inventer une fausse grossesse de Beatriz et inventer que Fernando est son amant. Beatriz n'est pas au courant que ces jours sont en danger. Quand elle souffre trop vers les derniers jours de sa vie, elle se rend compte qu'elle est condamnée, sa sœur lui injecte de la morphine mais avant de quitter son entreprise, Mariana García soutien à court terme Beatriz et la libère également du droit de veto d'être avec Roberto, mais elle finit par mourir à cause de son cancer mais plus pour la morphine que sa sœur lui a injectée. |
| Juliana Galvis     | Lina Durán : La sœur cadette de Beatriz Durán, arrive avec l'idée d'épouser Gonzalo White et d'organiser le mariage de Roberto et Beatriz, elle rompt sa relation avec Gonzalo White en apprenant que tout son argent est géré par son frère Roberto White, entretient ensuite une relation avec Miguel Ángel et l’oblige à devenir l’amant de Beatriz. Elle entretient une relation amoureuse avec Fernando depuis qu’il est obsédé par elle, la seule méchante de l’histoire à se charger de former les problèmes et de les délier en même temps. Elle se venge de Mariana pour vouloir rester avec Roberto, elle assassine Fabricio pour des raisons commerciales et profite de cet événement pour accuser Mariana, elle ordonne de tuer Mariana mais ses plans tournent mal à la fin. |
| Juan Diego Sánchez | Fernando "Fercho" León : L'ex-petit ami de Scarlett, il tente de trouver une autre petite amie pour oublier Scarlett mais ne l'obtient pas. Obtient la chance de sa vie grâce à Beatriz Durán, il s'implique dans une relation avec Lina et est inconsciemment réputé d'être l'amant supposé de Beatriz, à la fin, il est seul mais avec une grande amitié pour Tony. |
| Pedro Pallares     | Juan Carlos "Juanca" Durán : Le cousin des sœurs Durán. Au début, il semble être amoureux de Beatriz. Il tombe amoureux de Mariana et parvient à obtenir une promesse de mariage mais Roberto White le devance. Il tombe amoureux d'Adriana après avoir passé plusieurs jours avec elle. |
| Alejandro López    | Miguel Ángel Lozano : Le meilleur ami de Robert White, au début il est impliqué avec Adriana dans une relation qui ne progresse pas, il est l'amant de Lina Durán et tombe amoureux de sa sœur Beatriz Durán en devenant son amant aussi, même si elle est encore mariée à Roberto White, son meilleur ami. À la fin, Adriana se réconcilie avec Scarlett. |
| Nicolle Santamaría | Adriana "Adri" del Pilar : La meilleure amie de Scarlett, tombe amoureuse de Miguel Ángel au point de tomber enceinte, elle souffre et pleure tout au long de l'histoire à cause de Miguel Ángel. Elle finit par oublier Miguel Ángel et tombe amoureuse de Juan Carlos. |
| Andrés Parra       | Antonio "Tony" Buendia : Le complice de Lina, est la personne responsable de l'arrosage des potins des fausses romances de cette histoire. Finalement, il semble tomber amoureux de Fernando. |
| Carlos Duplat      | Gonzalo White : Le père de Roberto, il veut épouser Lina qui finalement ne veut plus au dernier moment, il se rend compte plus tard du type de personne qu'elle est. |
| Sain Castro        | Augusto García : Le père de Mariana et Scarlett, amoureux et vengeur des Blancs. À la fin de cette histoire, il revient avec son épouse et oublie sa revanche. |
| Luigi Aycardi      | Fabricio Donisetti : Il est marié mais a une relation amoureuse avec Mariana qui se brise dès lors qu'elle découvre sa double vie. À la fin, il veut tout arranger avec Mariana, Lina le tue avec une balle dans la tête et tente de blâmer Mariana pour son assassinat. |

## Distribution
- Carolina Acevedo : Mariana García
- Carolina Guerra : Scarlett García
- Patrick Delmas : Roberto White / Bobby Casablanca
- Bianca Arango : Beatriz Durán †
- Juliana Galvis : Lina Durán †
- Juan Diego Sánchez : Fernando "Fercho" León
- Pedro Pallares : Juan Carlos "Juanca" Durán
- Alejandro Lopez : Miguel Ángel Lozano
- Nicolle Santamaría : Adriana "Adri" del Pilar
- Ana Cristina Botero : Alice, l'infirmière
- Andrés Parra : Antonio "Tony" Buendia
- Carlos Duplat : Gonzalo White
- Saín Castro : Augusto García
- Luigi Aicardi : Fabricio Donisetti †
- Immanuella Alalibo : Princesse Lorago